# Maltesiske anden division
Maltesiske anden division (engelsk: Maltese Second Division) eller BOV Second Division (efter sponsoren Bank of Valetta) er den tredje bedste maltesiske fodboldrække, der blev etableret i 1909. 